# Hamdi Çami

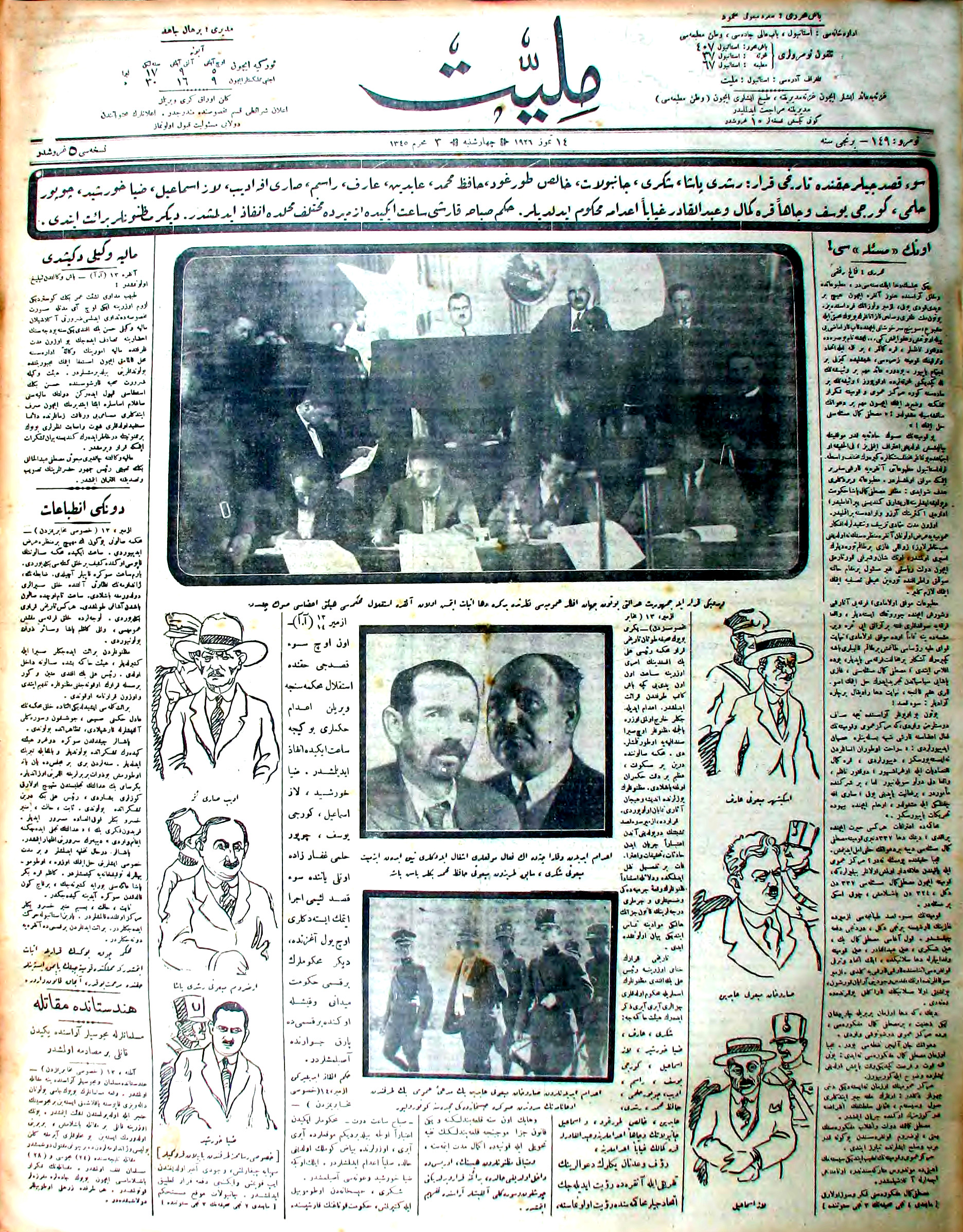
Die Ausgabe vom 14. Juli 1926 der türkischen Zeitung Milliyet, als das Urteil über die Verschwörer gegen Mustafa Kemal Pascha in Izmir gefällt wurde.

Miralay Hamdi Bey, auch Hamdi Baba, Hamdi Çami oder Kambur Hamdi (türkisch für „Buckliger Hamdi“; * 1861 in Margariti; † 1927) war ein osmanischer Offizier und türkischer Politiker albanischer Herkunft. Er war ein Oberst der osmanischen Armee und Abgeordneter des osmanischen Parlaments.

## Leben
Hamdi Bey wurde als Sohn von Hadschi Mahmud Effendi auf dem Gebiet des heutigen Nordwest-Griechenlands (Epirus) geboren, das damals von Çamen-Albanern besiedelt war. Nachdem er in der örtlichen Medrese zur Schule gegangen war, trat er in die Ränge der osmanischen Streitkräfte ein. Im Türkisch-Griechischen Krieg von 1897 hatte er den Oberbefehl über die Truppen im Gebiet Preveze, weshalb er später Oberstleutnant der osmanischen Armee wurde. 1903 stieg er zum Rang des Miralay sowie Kommandierenden der Gendarmerie im Vilâyet Skutari auf. Später befahl er das Gendarmerieregiment des Vilâyet Trapezunt.
Am 26. April 1909 wurde er zum Abgeordneten des Sandschaks Preveza gewählt. Zusammen mit neun anderen bekannten albanischen Parlamentariern der Abgeordnetenkammer unterstützte er die Verwendung der Lateinschrift bei der Standardisierung des albanischen Alphabets.
Er wurde Ehrenpräsident der sogenannten M.M. (Mim-Mim)-Gruppe 21. Juli 1921, die während des Türkischen Befreiungskrieges ein heimliches Netzwerk an Spionen und Unterstützern für Mustafa Kemal Pascha darstellte. Wegen seiner Teilnahme an der „Izmir-Verschwörung“ 1926 gegen den Staatsgründer und Präsident Mustafa Kemal wurde er verhaftet. Die Verschwörer wurden beschuldigt, Mustafa Kemal ermorden zu wollen. Hamdi Bey wurde am 26. August 1926 – anders als Cavid Bey – freigelassen, weil bei ihm keine Beweise für eine Mittäterschaft gefunden wurden.